# 김기웅 (음악가)
김기웅(金基雄, 1936년 10월 20일 ~ 2013년 11월 11일)은 대한민국 기타 연주자 겸 작곡가이다.

## 생애
부유한 개성 상인 집안에서 태어났다. 송도중학교 2학년 때인 1.4 후퇴 당시 가족들과 헤어져 단신 월남, 인천에 정착했다. 당시 복싱 명문고인 성북고등학교 3학년 때 복싱을 시작해 웰터급 고교 챔피언에 올랐고, 신흥대(현 경희대 체대) 특기생으로 발탁됐다. 1960년 로마 올림픽 출전 국가대표 선발전에서 탈락했다. 이후 음악의 길로 전환해 1958년 미8군 쇼단(Make in Whoopy Show)에 기타리스트로 입단했다. 1962년에는 워커힐악단 전속 단원으로 발탁됐다. '비둘기집', '저녁 한때 목장 풍경', '저 꽃 속의 찬란한 빛이', '목마와 숙녀', '봄이 오는 길' 등 노래를 남겼다. 1978년 KBS 전속 악단장을 맡았고, 이후  KBS 전속 합창단을 이끌기도 했다.

## 기타
- 1960년 로마 올림픽 복싱 웰터급에는 한국 최초의 프로복싱 세계챔피언 김기수가 출전했다.[4]